# Cyrtandra versteegii
Cyrtandra versteegii är en tvåhjärtbladig växtart som beskrevs av Carl Karl Adolf Georg Lauterbach. Cyrtandra versteegii ingår i släktet Cyrtandra och familjen Gesneriaceae. Inga underarter finns listade i Catalogue of Life.